# Osvaldo Dias da Silva (Tuta)
Osvaldo Dias da Silva (Lucélia, São Paulo 19 de novembro de 1953) conhecido como Tuta, foi um político brasileiro e atuante na área rural de seu município, chegando ao cargo de vice-prefeito e prefeito de Pracinha.

## Biografia
Embora nascido na cidade de Lucélia, sempre morou em Pracinha, terceiro filho de Ambrosina Gomes e José Dias da Silva casou-se com Maria de Lourdes dos Santos Silva, união que gerou Márcia Cristina da Silva Lima, Mauricio Dias da Silva e Edmarcio Dias da Silva.
Trabalhou como administrador das plantações de lavouras da família Gimenes, na época a agricultura era a principal atividade econômica do então distrito. Mais tarde motivado em ver o desenvolvimento do lugar onde sempre morou, ingressou em luta pela emancipação de Pracinha, mobilizando lideranças locais, além dele, Antônio Corrêa Lima, José dos Santos, Geraldo Rissato, Amadeu Nogueira, José Leão Brito, Francisco de Paulo Tenório, Manoel Pereira da Silva (falecido), Paulo Sérgio Estérquile, Teodoro Parra Garcia, Jorge Camargo, Pedro Damião e Nelson Monteiro. Acompanhou e cuidou de todo o processo até a promulgação da Lei 8550/93 que criou o Município de Pracinha.

## Carreira política
Depois de participar ativamente no movimento de emancipação ao lado de muitos que lutavam em favor da mesma causa, lançou-se candidato a vice-prefeito em uma disputa ao lado de Antônio Corrêa Lima onde obtiveram êxito. Depois de Antônio Corrêa Lima ter o mandato cassado, Osvaldo Dias da Silva assume a prefeitura sendo o segundo prefeito a governar o município, na ocasião foi oposição ao governo Mário Covas (PSDB), por ser filiado ao PT, mas a posição política partidária não foi algo que impediu que recursos estaduais chegassem ao município. Após continuou ativo na política concorrendo em outras eleições.

## Homenagem
Em seu primeiro mandato como prefeito Waldomiro Alves Filho (conhecido como Marcelo), juntamente com seu vice Maurilei Dias da Silva inauguram a Casa do Trabalhador que em homenagem leva o nome de Prefeito Osvaldo Dias da Silva reconhecendo a importância não só de sua trajetória politica em prol do município como também sua história de cidadão que era ativo no meio dos trabalhadores rurais.